# نادى أسك شويبينغن
نادى أسك شويبينغن (بالالمانية ASC Schöppingen) هو نادى كرة قدم ألماني من بلدة Schöppingen، شمال الراين وستفاليا[بحاجة لمصدر]. كان أعظم نجاح للنادي هو الفوز ببطولة الدوري في الدرجة الثالثة أوبيرليجا ويستفاليا 1985–86 والمشاركة في جولة الصعود إلى دوري الدرجة الثانية من الدوري الألماني[بحاجة لمصدر].
كما شارك النادي في 1990-1991 كأس الاتحاد الألماني[بحاجة لمصدر] ، حيث خرج من الدور الأول.

## تاريخ النادى
تأسس النادى في عام 1945، ولعب العقود الثلاثة الأولى من وجوده كجانب هواة من الدور الثالث. افتتح النادي ملعبه الحالي، ملعب فيشت،[بحاجة لمصدر] في عام 1955.
ومن 1956 إلى 1964، كان عضوًا في جمعية DJK  الرياضية، وهي منظمة رياضية دينية كاثوليكية في ألمانيا.
بدأ شويبينجن في الصعود من خلال نظام الدوري في منتصف السبعينيات. فاز بالترقية إلى الدرجة الخامسة الدوري المحلي في عام 1974، ثم إلى الدوري الوطني فوقها في عام 1975 والدرجة الثالثة رابطة ويستفاليا في عام 1977. وغاب النادي عن التأهل إلى أوبيرليجا ويستفاليا الجديد في 1977-78 عندما احتل المركز الثالث عشر فقط. لعب النادى في رابطة الدوري حتى عام 1982 عندما حصلت بطولة الدوري على ترقية إلى الدوري الرئيسي.
لعب النادى المواسم العشرة التالية في الدوري الرئيسي. احتل النادي المركزين السابع والثالث عشر في الموسمين الأولين، ولكن منذ عام 1984، تحسنت حظوظه بشكل كبير. احتل شوبنغن المركز الثالث في 1984-85، تلاه بطولة الدوري في الموسم التالي. وبذلك تأهل النادي لدور الصعود إلى الدوري الألماني الثاني حيث واجه في إف بي أولدنبورغ ، شارلوتنبورغ [بحاجة لمصدر]، إف سي سانت باولي وروت فايس إيسن. في حين أن الأخيرين فازا بالترقية حيث جاءا في المركز الأخير بفوز واحد وتعادل واحد وست هزائم.
بقي النادي فريقًا قويًا في الدوري الرئيسي بعد ذلك، حيث احتل المركز الثالث في ثلاثة مواسم متتالية من 1897 إلى 1990، تلاه المركز الثاني في 1990-1991, بفارق نقطة واحدة عن بطل SC Verl[بحاجة لمصدر]. شارك ديتز من عام 1987 إلى عام 1992 في كأس ألمانيا 1990-1991 DFB-Pokal ، حيث خسر 1–2 أمام إينتراخت فرانكفورت في الدور الأول، بالإضافة إلى بطولة كرة القدم الألمانية للهواة عام 1991. كان موسم 1991-1992 هو الأخير للفريق في أوبرليغا حيث تم سحبه في نهاية الموسم على الرغم من احتلاله السابع. بعد الانسحاب الطوعي للنادي من دوري الدرجة الأولى الألماني، نظم الفريق مباراة ودية ضد فريق البوندسليجا إم إس في دويسبورج للاحتفال بنهاية حقبة.
يلعب النادي منذ ذلك الحين في كرة القدم المحلية للهواة. لقد عانى من الهبوط من الدرجة السابعة الدوري المحلي في عام 2002 وكان يلعب بشكل أساسي في المستوى أدناه، دوري المنطقة أ، ويعاني من الهبوط في بعض الأحيان إلى دوري المنطقة بى.
1. 1 2  "Willkommen beim ASC Schöppingen". www.asc-schoeppingen.de. مؤرشف من الأصل في 2022-10-07. اطلع عليه بتاريخ 2022-10-07.
2. ↑  "DJK فورتسبورغ". ewikiar.top. مؤرشف من الأصل في 2022-10-08. اطلع عليه بتاريخ 2022-10-07.
3. ↑  "في إف بي أولدنبورغ". ar.wikii2.com. مؤرشف من الأصل في 2022-10-08. اطلع عليه بتاريخ 2022-10-07.